# Orcs (Terra Mitjana)
En l'obra de fantasia de J. R. R. Tolkien, els orcs són una raça de criatures utilitzades com a soldats per part dels grans antagonistes de El Silmaríl·lion i El Senyor dels Anells, és a dir, Mórgoth, Sàuron i Sàruman.
Tot i no ser del tot estúpids i, de vegades, manyosos, són una raça caracteritzada com d'éssers miserables, amb odi per tots els altres éssers, inclosos ells mateixos i els seus amos, a qui serveixen més per por que per lleialtat. No creen res bonic, però poden dissenyar enginys amb l'objectiu de ferir i destruir.
En alguns dels seus primers escrits, no publicats, Tolkien sembla diferenciar entre orcs i gòblins. En la seva obra publicada, no obstant, s'han convertit en sinònims. A El hòbbit s'utilitza el genèric gòblin, mentre que a El Senyor dels Anells apareix la paraula orc. Els oponents dels nans a la Guerra de Nans i Gòblins a El hobbit són descrits com a orcs en l'Apèndix A del Senyor dels Anells. No apareix cap distinció per mida; els grans orcs, inclosos els Uruk-hai, són tan gòblincs com els més petits.

## Origen del concepte
El terme Orc prové de l'Anglès antic orcneas, el qual apareix en el poema èpic Beowulf, fent referència a una de les races anomenades primavera de Caín en la descripció inicial de Grendel ("Þanon untydras ealle onwocon,/eotenas ond ylfe, ond orcneas", ll. 111–112). En una carta escrita el 1954, Tolkien tradueix el mot orc per "dimoni", assegurant que va utilitzar el substantiu per la seva '"acomodació fonètica": la seva similaritat amb diversos termes equivalents en els llenguatges de la Terra Mitjana. En un assaig sobre llenguatges èlfics, escrit aquell mateix any, Tolkien tradueix 'orc' com a "esperit malvat o espantall", exposant que el seu origen en l'Anglès antic podria ser el nom llatí Orcus, el déu de l'Inframon.
Sobre els gòblins a El hobbit, Tolkien va escriure:
No estan basats en una experiència directa meva, però es deu en gran manera, suposo, a la tradició gòblin... especialment tal com apareix en George MacDonald, excepte en els peus suaus, en els quals jo mai he cregut.

## Noms dels orcs a la Terra Mitjana
En la llengua dels alts elfs, el Quenya, la paraula per "Orc" era urco, en plural urqui, que vol dir Papu, és a dir, quelcom que provoca por. En la llengua dels elfs grisos, el Sindarin, la paraula era orch, en plural yrch. En la llengua dels nans, el Khuzdul, se'ls coneixia com a rukhs, en plural rakhâs. En la llengua dels Drúedain, o Homes Salvatges, els coneixien com a gorgûn. En la Llengua Negra de Mórdor, l'equivalent era Uruk, com es pot veure en el terme Uruk-hai, el "poble Orc". El terme Orc en si és l'utilitzat en el Rohírric i en la llengua dels Hòbbits, els quals comparteixen arrels lingüístiqes, tot i que el terme està clarament relacionat amb els més antics termes èlfics.
Uruk i Uruk-hai estaven reservats per als mateixos Uruks, una branca especial dels orcs; anomenaven als orcs més petits i dèbils snaga, "esclaus". Els elfs grisos també es referien als orcs com a conjunt amb el terme Glamhoth, "horda sorollosa". El mot Goblin s'utilitza per representar el concepte d'orc que apareix a El hobbit. A La Història de la Terra Mitjana, Tolkien escriu sobre un capità orc anomenat Boldog, però després especifica que aquest Boldog podria haver estat una referència o un títol per a una altra espècie d'orc, en lloc d'un nom personal.

### Orcs, Goblins i Uruks
La primera aparició dels gòblins a l'obra de Tolkien és en el poema del 1915 Goblin Feet, també la seva primera obra publicada, que apareix al volum anual Oxford Poetry publicat per Blackwells. Són descrits com unes criatures semblants als elfs, i 45 anys més tard Tolkien el va definir com a jovenil.
En el Llibre dels contes perduts els termes Orcs i gòblins són utilitzats per descriure criatures que esclavitzen i fan la guerra contra els Elfs. Christopher Tolkien exposa que, mentre que el seu pare diferenciava clarament entre gòblins i orcs al Conte de Tinúviel, els dos conceptes apareixen com a sinònims en el Conte de Turambar. El mot Gongs també s'utilitza en algunes ocasions; apareix tant com una espècie diferent als orcs com com una sub-espècie d'orc. Christopher Tolkien remarca que els Gongs són "éssers malvats relacionats amb els orcs". Tant els gòblins com els orcs són esmentats, de tant en tant, com a éssers "de Mélkor", però també actuant independentment. També hi ha dues cariants en el lèxic de la llengua èlfica. Al Lèxic Qenya, redactat aproximadament el 1915, defineix Orc com a monstre, dimoni, mentre que el Lèxic Gnom, datat dos anys més tard, el 1917, defineix Orc com a "gòblin", juntament amb una definició de Gong, que descriu com a "membre de la tribu dels Orcs, un goblin". Christopher Tolkien també especifica, amb interès, que al Lèxic la paraula Gnom (més tard Nóldor) és una esmena provinent de Goblin.
A El hòbbit, els habitants de les Muntanyes Boiroses que capturen la Companyia de Thorin per passar per les seves terres, i que després lluiten contra homes, elfs i nans a la batalla dels Cinc Exèrcits, són identificats com a gòblins, la qual cosa s'adiu amb l'ús de la paraula al Llibre dels contes perduts. El concepte orc apareix en dues ocasions; la primera quan Gàndalf intenta espantar a en Bilbo Saquet esmentant diverses criatures de les terres salvatges, ("gòblins, hobgoblins, i orcs de la pitjor condició,"), i, després, quan el narrador esmenta als gòblins més grans ("grans orcs de les muntanyes"), així com en el nom èlfic de l'espasa de Thorin, Òrcrist. Paga la pena esmentar que la descripció dels grans gòblins com a "orcs grans" encaixa perfectament amb la suposició que els noms són sinònims. Això es pot demostrar intercanviant la posició: "fins i tot els orcs més grans, els grans gòblins de les muntanyes...".
A El Senyor dels Anells, el terme Orc s'utilitza de manera predominant, i goblin apareix principalment en el llenguatge dels hòbbits. Al segon volum de la novel·la, Les dues torres, hi ha passatges on el terme goblin és utilitzat per descriure als Uruk-hai de Sàruman, diferenciant-los dels orcs habituals:
Hi havia quatre soldats gòblins de gran estatura, bruns, d'ulls ametllats, amb cames gruixudes i grans mans. Estaven armats amb espases curtes de fulla ampla, no amb les cimitarres corbes habituals en els orcs: i tenien arcs de teix, de longitud i forma semblants als dels homes.
I també:
A dalt d'una estaca, al mig, hi havia el cap d'un gran goblin; sobre el seu elm destrossat encara s'hi podia veure la insígnia blanca.
La "insígnia blanca" esmentada en l'últim passatge deixa clar que el goblin decapitat era un dels Uruk-hai. Tolkien escriu que aquests portaven una runa èlica blanca, que representava la lletra "S", als seus cascs.
Tolkien també escriu la següent nota, que apareix en algunes de les edicions a El hobbit:
Orc no és una paraula anglesa. Apareix en un o dos llocs, però normalment es tradueix com a goblin (o hobgoblin per als més grossos). Orc és la forma dels hòbbits per al nom atorgat a aquestes criatures, i no està connectat amb els termes orc o ork aplicats als mamífers marins.
L'edició original del Hobbit i els primers esborranys del Senyor dels Anells utilitzaven el terme goblin a tot arreu, així com el mot hobgoblin per als més grossos i malvats. Mentre investigava possibles arrels del terme "Hobbit", Tolkien es va adonar que havia comès un error utilitzant el prefix hob-, el qual tradicionalment s'ha utilitzat per descriure una entitat més petita, en lloc d'una de més gran.
En els seus escrits posteriors a El Senyor dels Anells (incloent Les Aventures de Tom Bombadil i d'altres assajos publicats a Els Pobles de la Terra Mitjana), Tolkien prefereix l'ortografia Ork, segurament per evitar la forma Orcish, la qual seria, naturalment, pronunciant la "c" com una "s", en lloc d'una "k", en anglès. De fet, Tolkien utilitzava l'adjectiu Orkish.
Segons George MacDonald Fraser a The Light's on at Signpost, Tolkien li va respondre una carta sobre aquest tema, confirmant que els orcs i els gòblins eren, efectivament, el mateix ésser.